# Odontonia
× Odontonia (skrót Odtna.) – grupa mieszańców sztucznego pochodzenia między rodzajami Miltonia i Odontoglossum z rodziny storczykowatych. Rośliny popularne w uprawie jako ozdobne.

## Nazewnictwo
Nazwa w użyciu od 1905.

## Filatelistyka
Poczta Polska wyemitowała 15 maja 1968 r. znaczek pocztowy przedstawiający Odontonia o nominale 60 gr, w serii Kwiaty. Druk w technice offsetowej na papierze kredowym. Autorem projektu znaczka był Tadeusz Michaluk. Znaczek pozostawał w obiegu do 31 grudnia 1994 r.

## Kwiaty

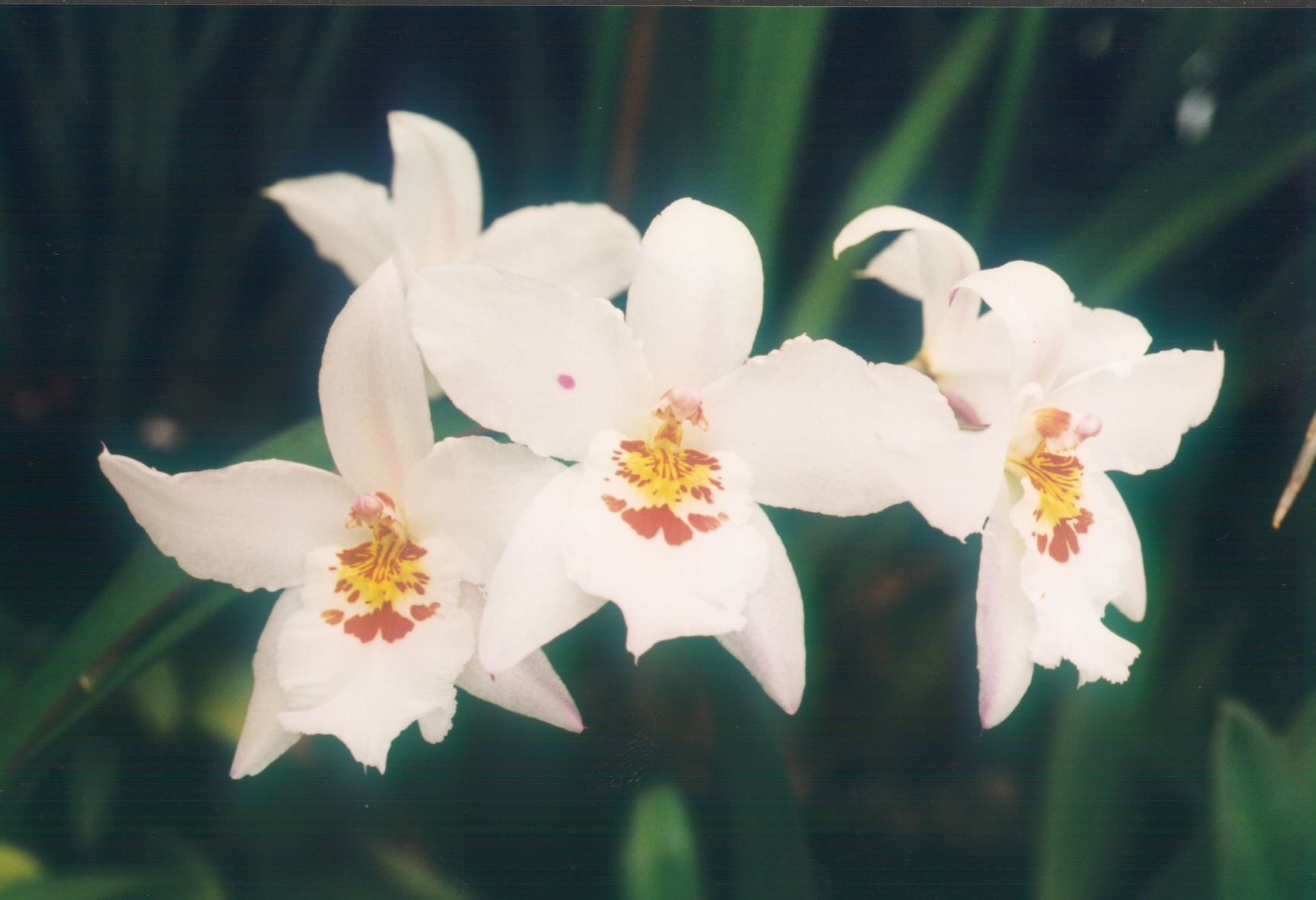
Odontonia Boussole x Blanche
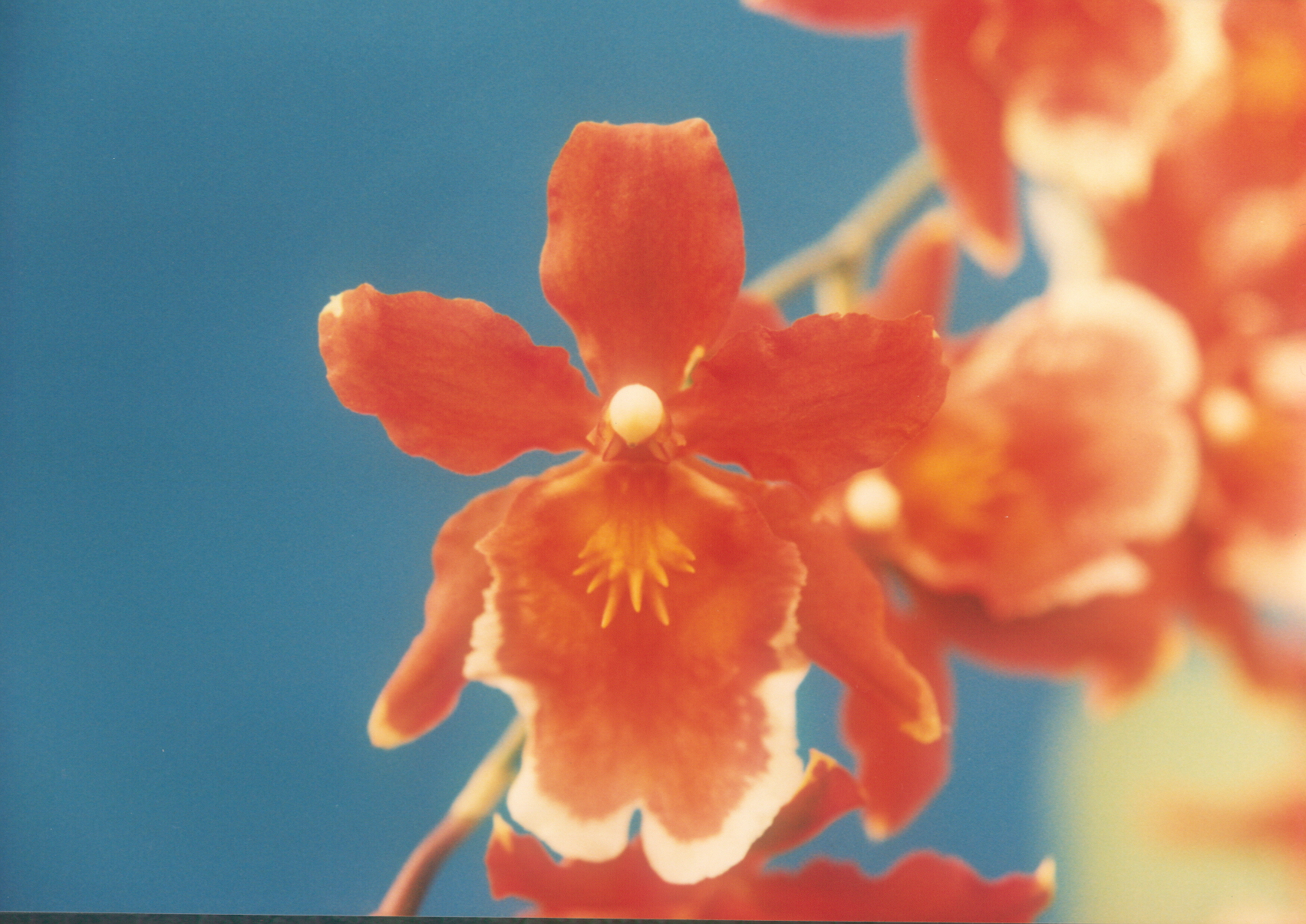
Odontonia Fiona x Isler
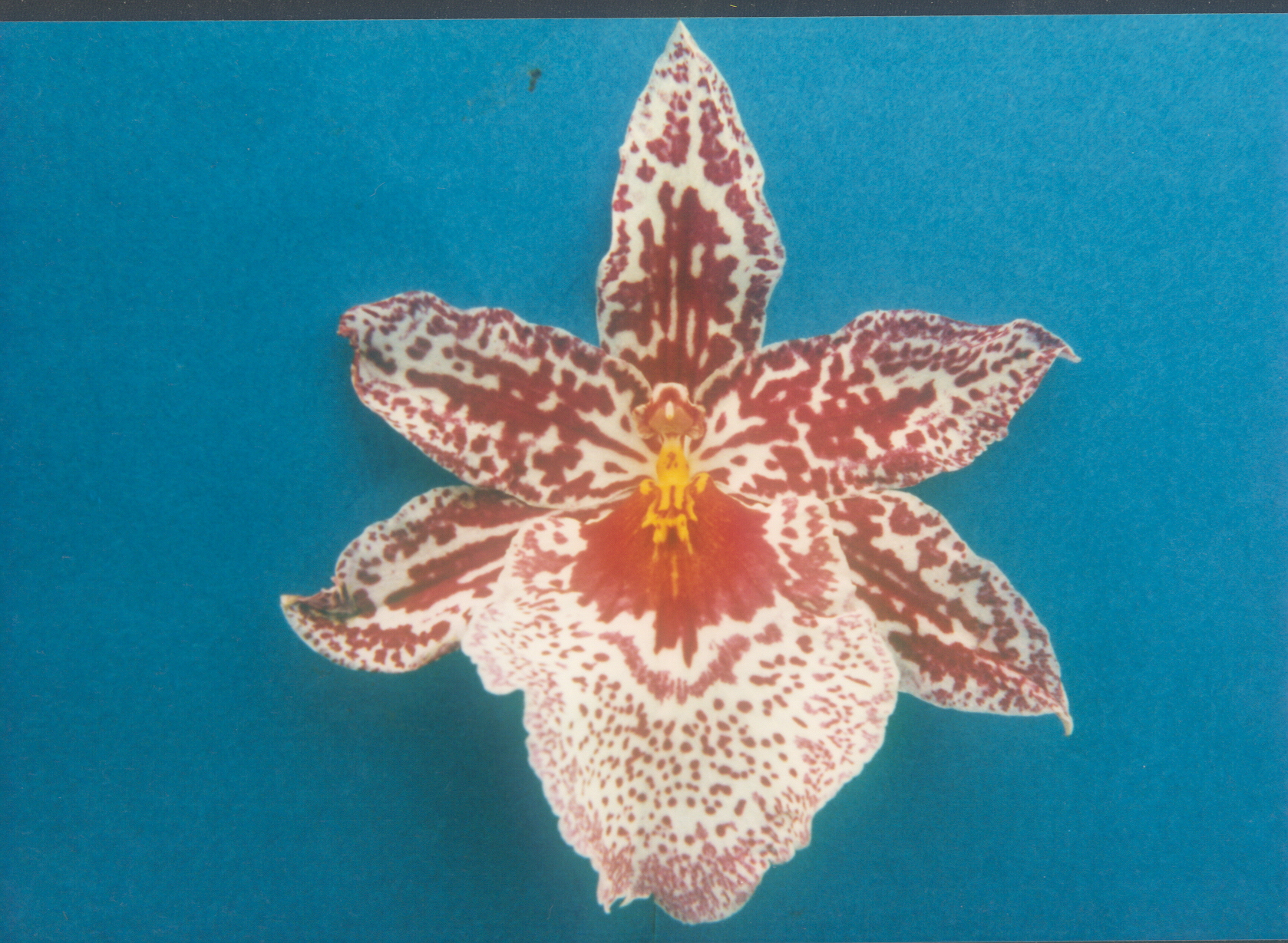
Odontonia Susan x Bogdanow
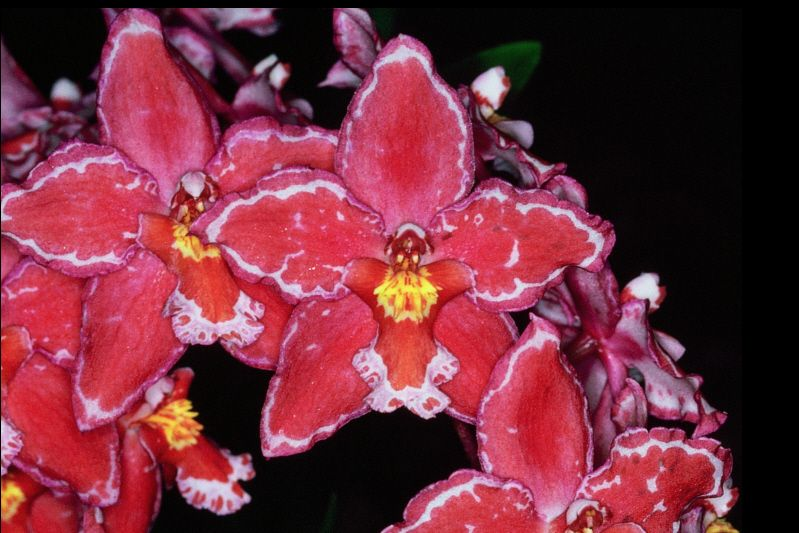
Odontonia niobe
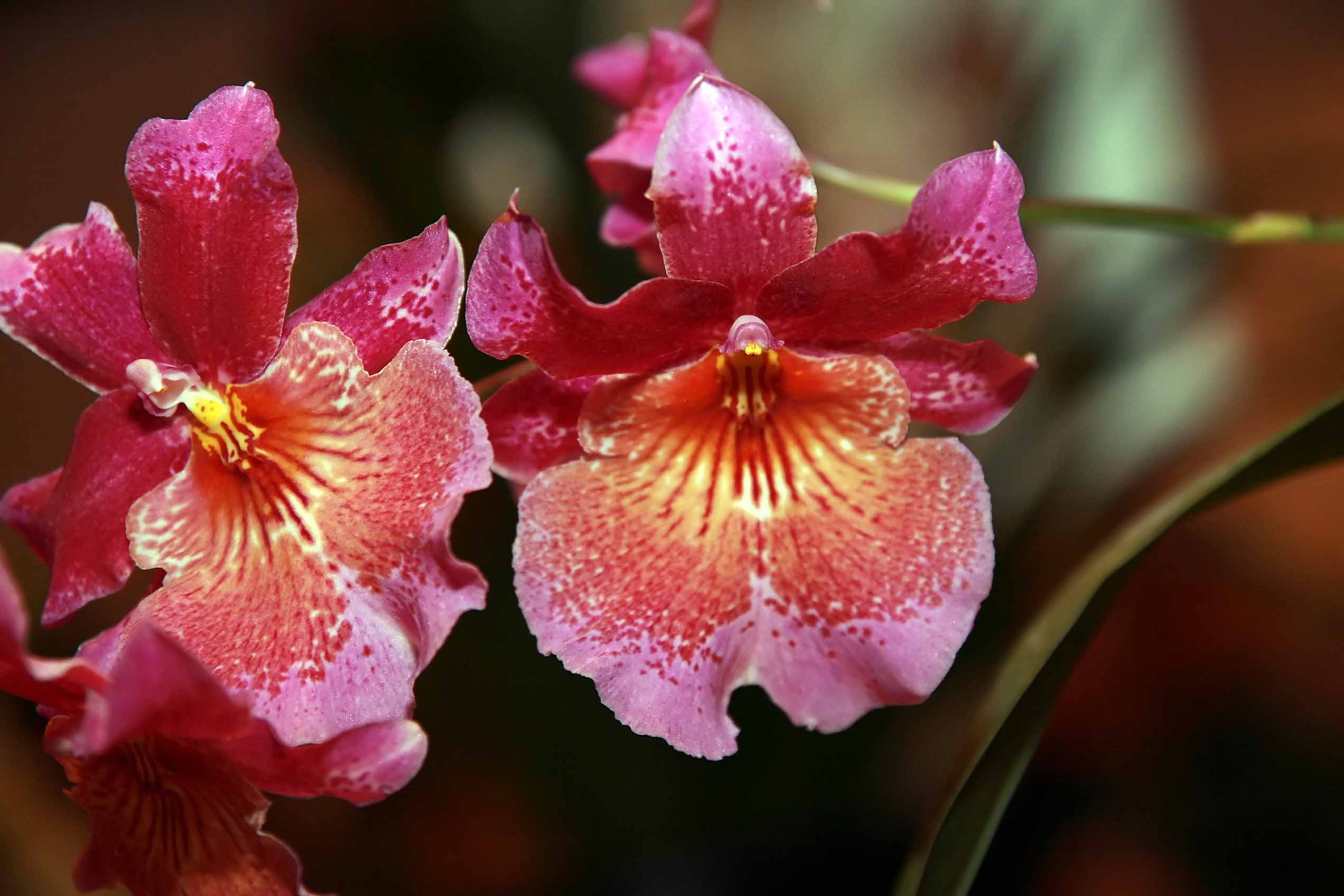
Odontonia papageno
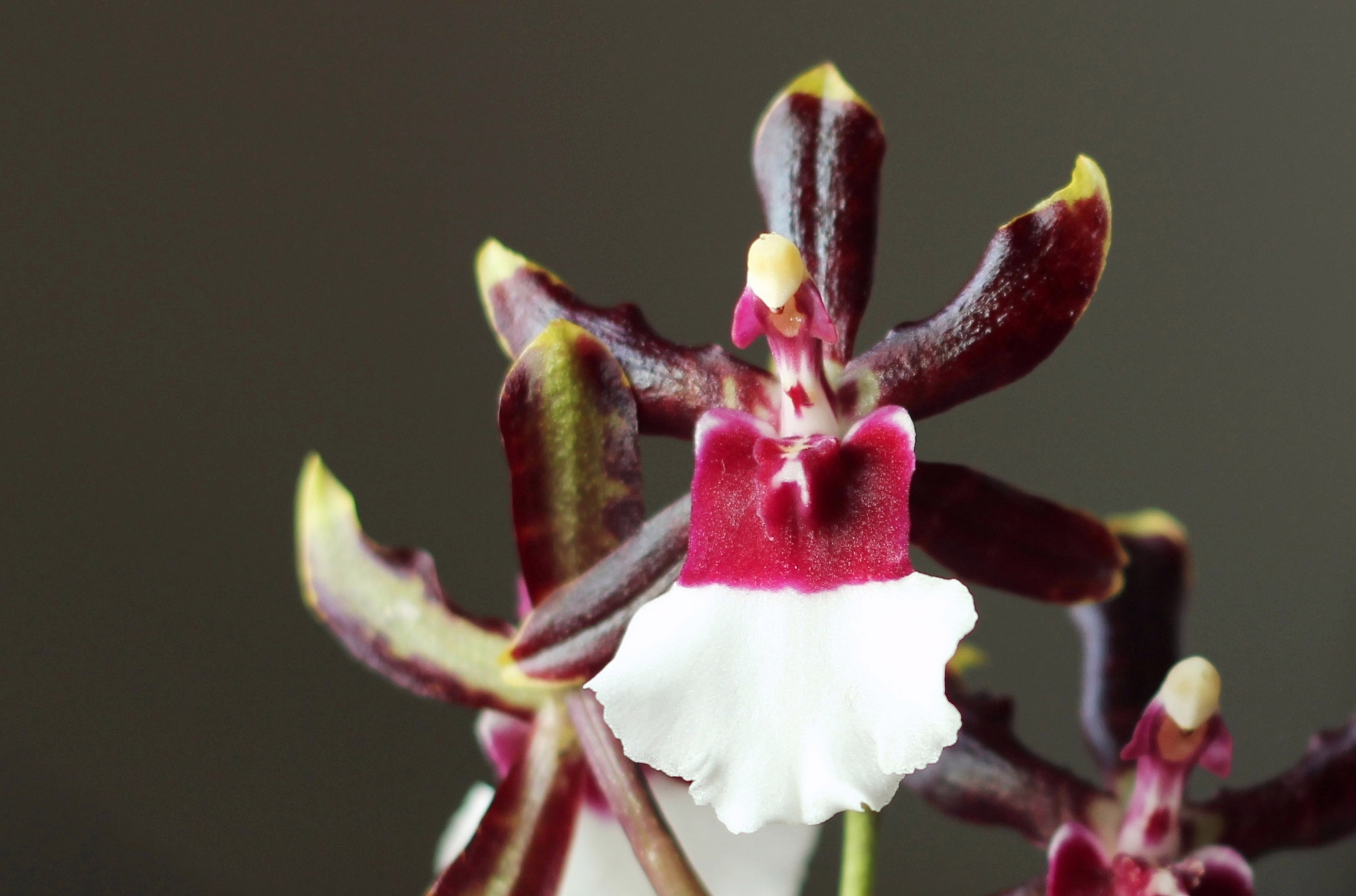
Odontonia samurai